# Genetta thierryi
Genetta thierryi  là một loài động vật có vú trong họ Cầy, bộ Ăn thịt. Loài này được Matschie mô tả năm 1902.

## Hình ảnh

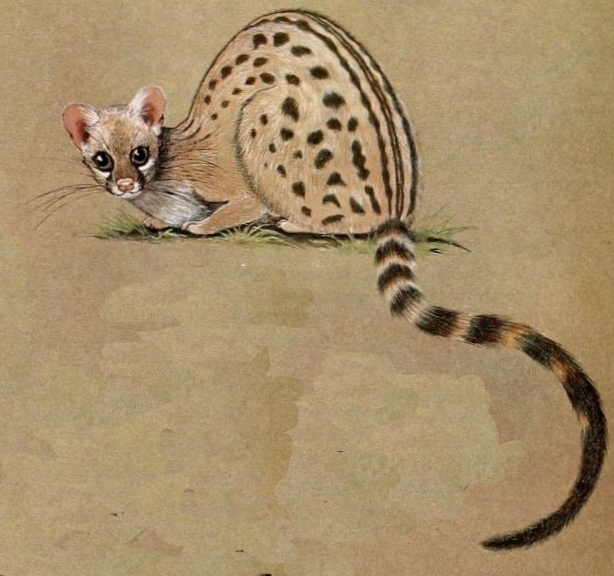
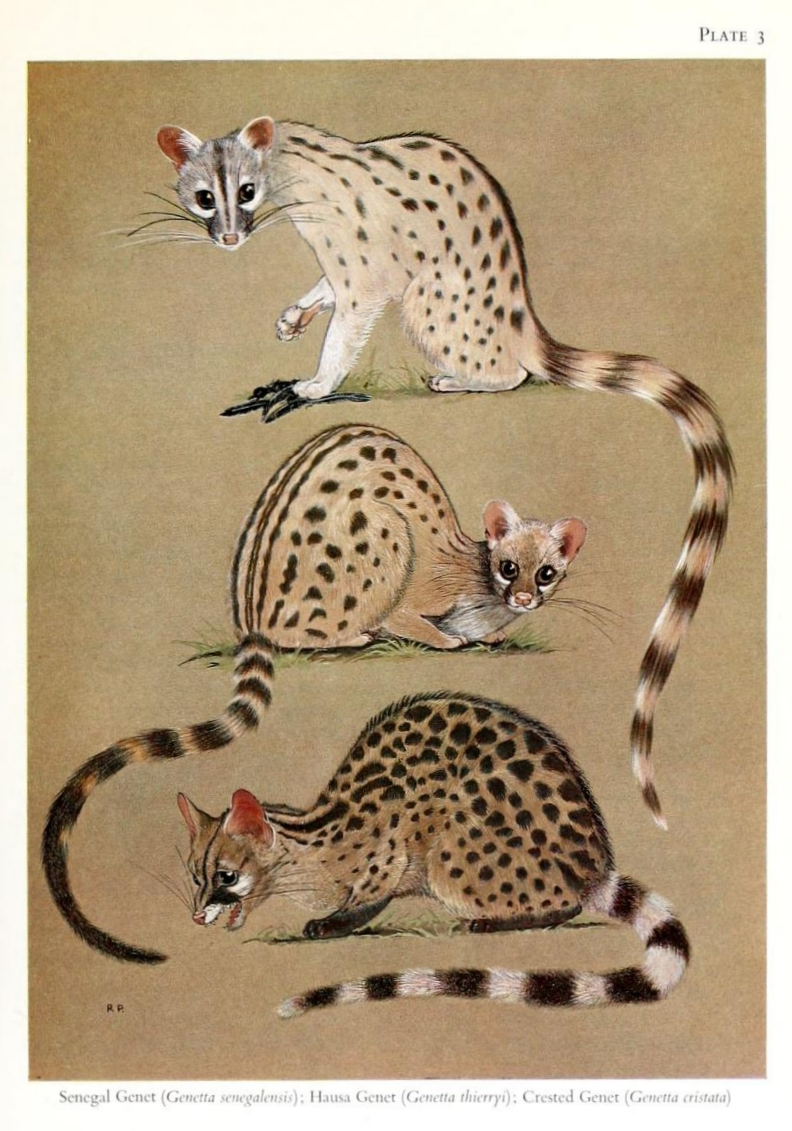